# 滝沢智

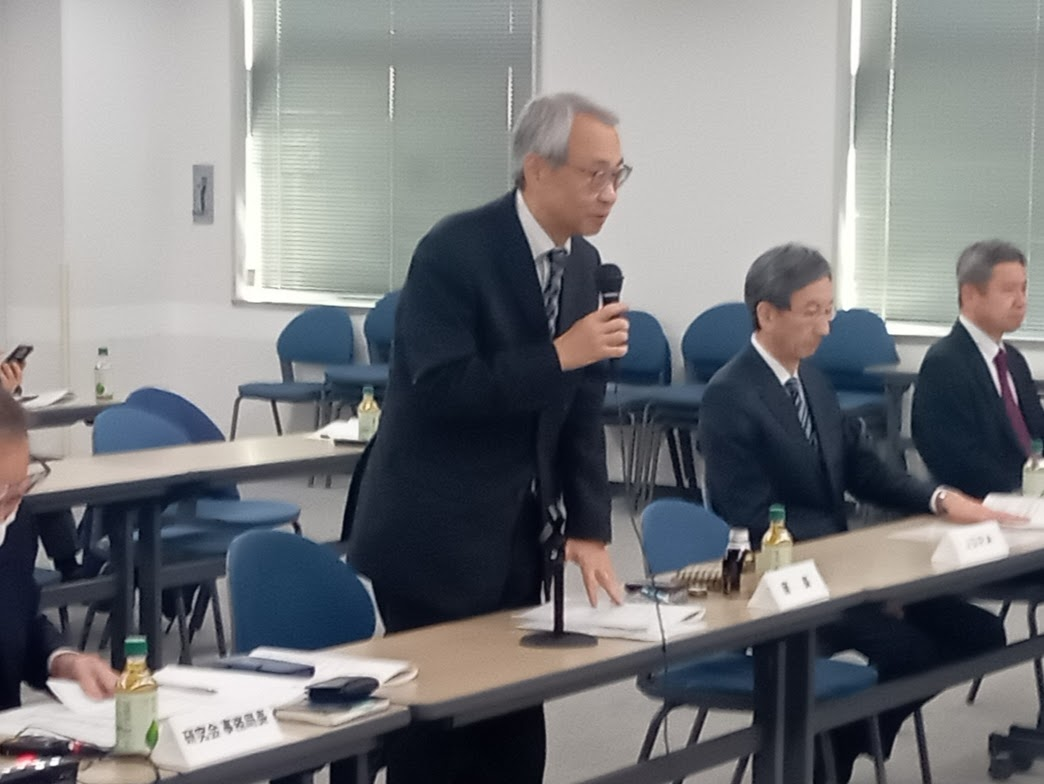
滝沢智 (2025年2月)

滝沢 智（たきざわ さとし）は、日本の工学者。東京大学大学院工学系研究科教授。専門は、都市工学・水環境学。

## 経歴
1983年、東京大学工学部都市工学科卒業。1988年、同大学院博士課程修了。同年、長岡技術科学大学建設系助手。1990年、建設省土木研究所下水道部主任研究員。1992年、東京大学工学部都市工学科助教授。1993年、同付属総合試験所助教授。1996年、同大学院工学系研究科都市工学専攻助教授。1997年から1999年、バンコクにあるアジア工科大学院環境工学科助教授（JICA派遣）。2006年、東京大学大学院工学系研究科都市工学専攻教授。

## 研究分野
- アジアの都市水システム
- 都市と地下水環境
- 高度浄水処理（膜ろ過、ナノスケール吸着剤、紫外線処理など）
- 都市水システムの計画および維持管理
- 気候変動による都市水システムへの影響[3]

## 委員会等
- 厚生労働省　新水道ビジョン策定検討委員会 座長
- 厚生労働省厚生科学審議会　生活環境水道部会　委員
- 厚生労働省　水道事業の維持・向上に関する専門委員会 委員長
- 国土交通省社会資本整備審議会　都市計画部会　下水道小委員会　委員
- 国土交通省社会資本整備審議会・交通政策審議会　社会資本メンテナンス戦略小委員会委員[1]
- 土木学会環境工学委員会水インフラ更新小委員会　委員長[4]
- 中東水資源協力推進会議委員長
- 経済産業省水ビジネス国際展開研究会のワーキンググループ座長[2]
- 管路更新を促進する工事イノベーション研究会 座長[5]
- 上下水道地震対策検討委員会 委員長[6]

## 主な著書
- 『水質環境工学』(1993)
- 『急速濾過・生物濾過・膜ろ過』(1993)
- 『多孔質体の性質とその応用技術』（1993）
- 『Advances in Water and Wastewater Treatment Technology』（2001）
- 『アジア都市の環境問題』、第6章「都市工学講座：都市を構想する」(2004)
- 『環境工学系のための数学』（2004）
- 『Groundwater Management in Asian Cities』(2008)
- 『水ビジネスを制するための標準化戦略』（2012）
- 『欧州連合（EU）における水道の水質管理と水源保全』 (2014)
- 『世界の水事情・持続可能な開発目標の達成に挑む』 (2016)
- 『安全な水供給』(2017) [1]
- 「小規模管路工事向け簡易型設計施工一括発注方式の研究」モデル事業の実施報告 (2020) [7]